# Lomatogonium sichuanense
Lomatogonium sichuanense là một loài thực vật có hoa trong họ Long đởm. Loài này được Z.Y. Zhu mô tả khoa học đầu tiên năm 2000.